# St. Barbara (Neuss)

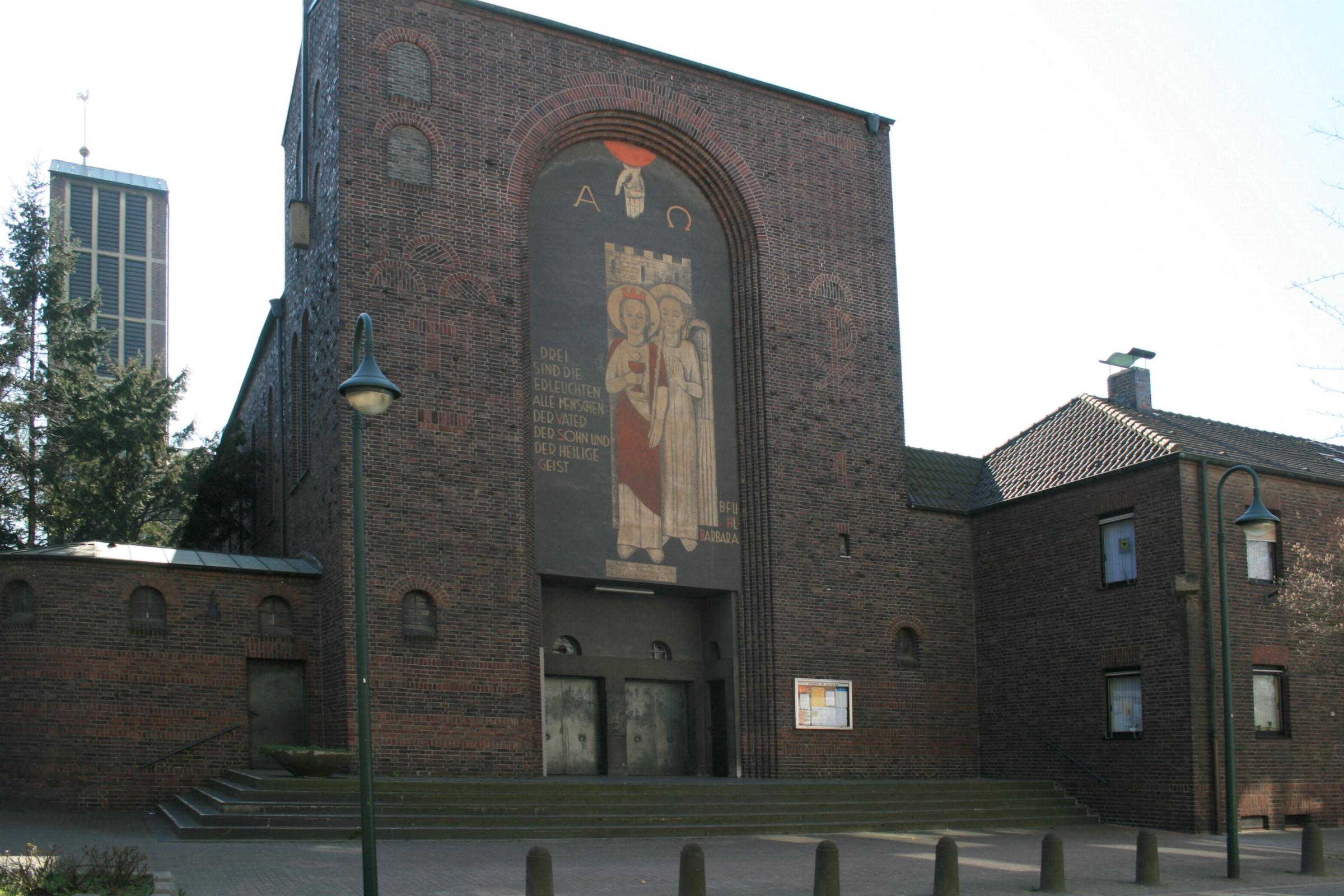
Ansicht vom Haupteingang mit dem 1957 hinzugefügten Turm im Hintergrund

St. Barbara ist eine katholische Kirche in Neuss und gehört dort zur Pfarre St. Marien. Die Kirche liegt im Barbaraviertel auf der Blücherstraße 20 und steht seit 1996 unter Denkmalschutz.
Die Kirche ist das Erkennungsmerkmal des Barbaraviertels, welches westlich des Neusser Hafens liegt und ein sozialer Brennpunkt ist.

## Geschichte

### Vorgeschichte

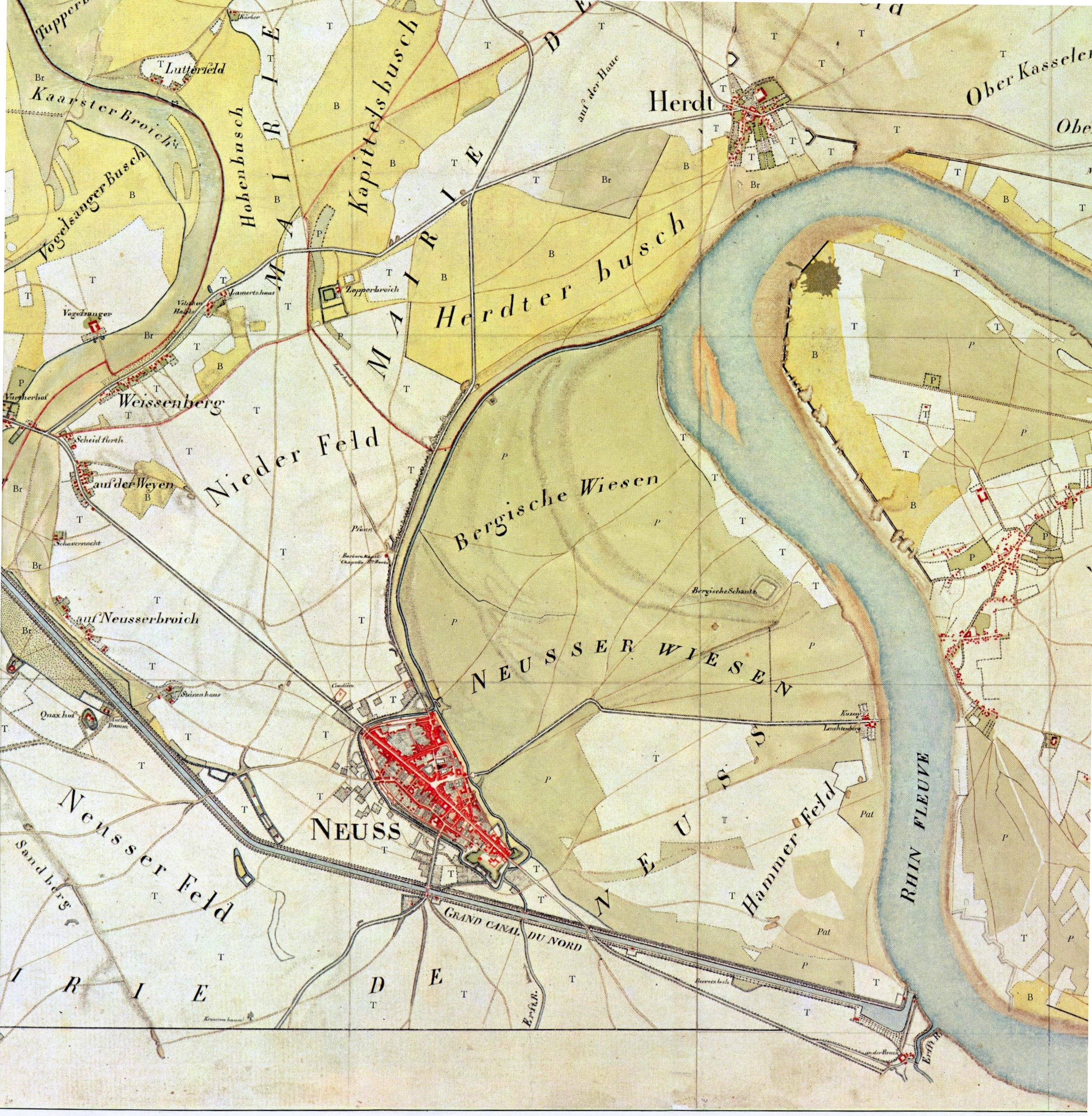
Topographische Aufnahme der Rheinlande.

Bereits seit dem Mittelalter befand sich nördlich des Rheintors ein Siechen- und Leprosenhaus mit einer Kapelle, die der heiligen Barbara als Patronin der Kranken und Sterbenden geweiht war. Das Leprosenhaus wurde 1712 aufgegeben und abgebrochen. Die Kapelle bestand noch bis zum Ende des 18. Jahrhunderts.

### Geschichte der Gemeinde
In den ersten acht Jahren musste die St. Barbara-Gemeinde mit einer Notkirche auskommen. Doch durch eine Schenkung wurde 1932 die Notkirche an die Gemeinde Sieben-Schmerzen-Mariens (Holzbüttgen) verkauft und mit dem Bau der heutigen Kirche begonnen. Dem Backsteinbau wurde erst 1957 der heutige Turm hinzugefügt. Der Glockenstuhl wurde im Jahr 1961 fertiggestellt und beherbergt seitdem drei Glocken, die klanglich an das Läutwerk der benachbarten Kirchen (St. Marien und St. Quirin) angepasst wurden. Seit dem 16. Januar 1996 steht die Kirche unter Denkmalschutz, da sie bedeutend ist für die Architekturgeschichte des katholischen Kirchenbaus der 1930er Jahre. Sie steht mit ihrer blockhaften Gestaltung und dem westwerk-ähnlichen Portalbau in der Tradition eines von dem bedeutenden Kirchenbaumeister Dominikus Böhm entwickelten Kirchenbautypes. In Neuss ist sie, neben der 1911 gebauten Dreikönigenkirche, die einzige Kirche, die zwischen den Weltkriegen gebaut wurde und den Zweiten Weltkrieg weitestgehend unbeschadet überstanden hat. 2005 musste die Gemeinde ihr Pfarrheim aufgeben, welches nun von der Caritas genutzt wird. 2006 wurde die zur Pfarre gehörende katholische Kinder-Tagesstätte geschlossen. Der hohe Ausländeranteil der Gemeinde (35,9 %) stellt für die Seelsorge eine besondere Herausforderung dar.

### Kirchenrechtliche Geschichte
Die Kirche St. Barbara wurde am 13. Juli 1933 von Weihbischof Joseph Hammels konsekriert und damit Rektoratspfarrei der Pfarrgemeinde St. Marien, zu der das neue Pfarrgebiet bis dahin zugeteilt war. Den Status als Rektoratspfarrei behielt sie bis zum Jahr 1952, als sie zu einer eigenständigen Pfarrei wurde. Allerdings hatte sie 41 Jahre später, mit dem Weggang des letzten Pfarrers, keinen eigenen Pfarrer mehr. Der Pfarrer der Marienpfarre übernahm diese Aufgabe zusätzlich. Zum 1. Januar 2004 wurde die Kirchengemeinde St. Barbara wieder der Pfarrei St. Marien zugeteilt. Ohne eigenen Pfarrer ist sie seitdem Filialkirche und mittlerweile Teil des Seelsorgebereiches Neuss-Mitte.

### Pfarrer
Von 1933 bis 1952 nur Pfarrrektor
- Pfarrrektor Heinrich Lennartz (1933–1938)
- Pfarrrektor Heinrich Leenders (1938–1946)
- Pfarrrektor Stephan Vierkotten (1946–1950)
- Pfarrrektor Augustinus Heinrich (1950–1952)

Mit der Erhebung zur Pfarre 1952 hat St. Barbara auch einen eigenen Pfarrer
- Pfarrer Augustinus Heinrich (1952–1955)
- Pfarrer Pater Heinrich Lepper (1956–1963)
- Pfarrer Pater Maximilian Kaiser (1963–1985)
- Pfarrer Pater Josef Schönherr (1985–1993)
- Pfarrer Msgr. Wilfried Korfmacher (1993–2004, zeitgleich Pfarrer an St. Marien)

Seit 2004 Teil der Pfarre St. Marien (Neuss)
→ Siehe: Pfarrer von St. Marien

## Bau/Ausstattung
St. Barbara ist eine dreischiffige Kirche mit einem Mittelschiff, zwei schmalen und niedrigen Seitenschiffen und einem eingezogenen Chorraum. Sie wurde nach Plänen von Hermann Schagen (Düsseldorf) gebaut. Die Außenansicht der Kirche wird durch den gesinterten Backstein dominiert und ist typisch für den Anfang des 20. Jahrhunderts. Auffallend ist das großeSgraffito über dem Eingangsportal, welches die Hl. Barbara zeigt. Der Innenraum ist schlicht gestaltet und hauptsächlich in weiß gefasst, um nicht vom wesentlichen, Jesus Christus, abzulenken. Der abgetrennte Chorraum wird von einem Fresko von Peter Hecker abgerundet. Der erst später vom Architekten Walter Dickmann entworfene neungeschossige Turm hat eine Höhe von 31 m und ist Identifikationsmerkmal für das gesamte Barbaraviertel.

### Fenster
Die 46 Bleiglasfenster wurden in zwei Etappen eingesetzt. 1946 wurden sieben Fenster von Peter Hecker in der Marienkapelle und unter der Orgelempore eingesetzt. Die restlichen Kirchenfenster wurden erst 1957, als der Turm erbaut wurde, von Paul Weigmann geschaffen. Mittlerweile sind besonders die Fenster von Paul Weigmann auf der West- und Nordseite so stark beschädigt, dass die Kirchengemeinde Spenden für eine Sanierung sammelt.

### Chorbild
Das Chorbild ist ein Freskogemälde von Peter Hecker auf dem die heilige Dreifaltigkeit, Maria und der hl. Quirinus dargestellt sind.

### Glocken
Alle drei Glocken wurden 1954 von Feldmann & Marschel in Münster gegossen.
| Name der Glocke       | Durchmesser | Masse  | Schlagton | Inschrift                                                                                                |
| --------------------- | ----------- | ------ | --------- | --- |
| Marien-Glocke         | 974 mm      | 500 kg | as1 −9    | GRUSS DIR, HEILIGE MUTTER, DIE DU GEBOREN DEN KÖNIG, DER ÜBER HIMMEL UND ERDE HERRSCHT IN ALLE EWIGKEIT. |
| Judas Thaddäus-Glocke | 853 mm      | 380 kg | b1 −8     | BETET IM HEILIGEN GEISTE UND HARRET AUF DAS ERBARMEN UNSERES HERRN JESUS CHRISTUS.                       |
| Pius X.- Glocke       | 711 mm      | 200 kg | des2 −7   | TU MIR, HERR, DEINE WEGE KUND UND DEINE PFADE LEHRE MICH.                                                |

### Orgel

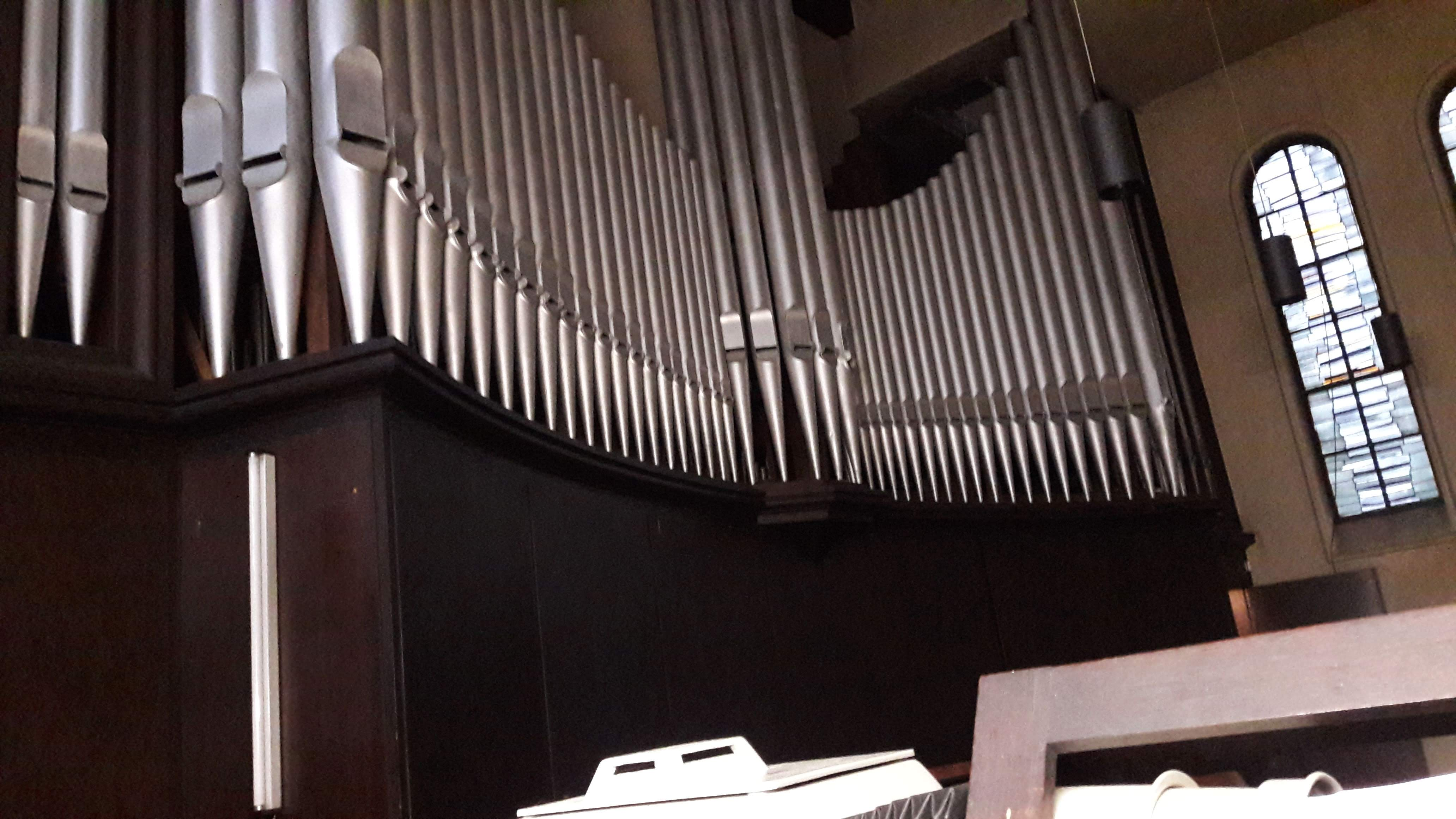
Prospekt mit Prinzipal 16′

Die Orgel, deren Prospekt sich über die ganze Breite der Westwand erstreckt, wurde 1933 von der Orgelbauanstalt Georg Stahlhuth & Co. (Aachen) erbaut. Die Traktur ist elektropneumatisch. Der Spieltisch ist freistehend.
| I Hauptwerk C–f3 |    |
| Prinzipal        | 8′ |
| Gedackt          | 8′ |
| Oktave           | 4′ |
| Nachthorn        | 4′ |
| Mixtur IV        |    |
| Dulcian          | 8′ |

| II Oberwerk C–f3 |    |
| Rohrflöte        | 8′ |
| Salicional       | 8′ |
| Schwebung        | 8′ |
| Blockflöte       | 4′ |
| Prinzipal        | 2′ |
| Scharf III       |    |
| Trichterregal    | 8′ |

| Pedal C–f1                  |     |
| Prinzipal                   | 16′ |
| Subbass                     | 16′ |
| Gedacktbass                 | 16′ |
| Oktavbass                   | 8′  |
| Choralbass                  | 4′  |
| Dulcian (aus HW Dulcian 8′) | 16′ |

- Koppeln:
  - Normalkoppeln: II/I, I/P, II/P
  - Superoktavkoppeln: II/II, II/I, I/P
  - Suboktavkoppeln: II/I
- Spielhilfen: Feste Kombinationen (p, Tutti), 2 freie Kombinationen, freie Pedalkombination, Crescendowalze, Absteller (Mixturen, Dulcian 16′, Dulcian 8′, Trichterregal 8′, Zungen)

Anmerkungen
1. ↑  Windabschwächung Subbass 16′.